# Liliidae
Liliidae é o nome botânico de uma subclasse. A circunscrição da subclasse varia de acordo com o sistema taxonómico usado. O único requerimento é que possua a família Liliaceae.

## Liliidae no sistema Takhtajan
O sistema Takhtajan trata como uma das subclasses dentro da classe Liliopsida (= monocotiledóneas). A subclasse consiste de:
- subclasse Liliidae
superordem Lilianae
ordem Melanthiales
ordem Colchicales
ordem Trilliales
ordem Liliales
ordem Alstroemeriales
ordem Iridales
ordem Tecophilaeales
ordem Burmanniales
ordem Hypoxidales
ordem Orchidales
ordem Amaryllidales
ordem Asparagales
ordem Xanthorrhoeales
ordem Hanguanales
superordem Dioscoreanae
ordem Stemonales
ordem Smilacales
ordem Dioscoreales
ordem Taccales

## Liliidae no sistema Cronquist
O sistema Cronquist trata como uma das subclasses dentro da classe Liliopsida (= monocotiledóneas), e consiste de:
- subclasse Liliidae
ordem Liliales
ordem Orchidales

## Liliidae nos sistemas Dahlgren e Thorne
No sistema Dahlgren e no sistema Thorne este é um nome importante: a subclasse compreende as monocotiledóneas (no sistema APG II são as monocots).

### Dahlgren
- subclasse Liliidae [= monocotiledóneas]
superordem Alismatanae
superordem Triuridanae
superordem Aranae
superordem Lilianae
superordem Bromelianae
superordem Zingiberanae
superordem Commelinanae
superordem Arecanae
superordem Cyclanthanae
superordem Pandananae

### Thorne (1992)
- subclasse Liliidae [= monocotiledóneas]
superordem Lilianae
superordem Hydatellanae
superordem Triuridanae
superordem Aranae
superordem Cyclanthanae
superordem Pandananae
superordem Arecanae
superordem Commelinanae

## Liliidae no sistema APG II
O sistema APG e o sistema APG II não usam nomes botânicos formais acima da ordem, e nomes como Liliopsida e Liliidae não têm lugar nestes sistemas.